# サイバーワークス
有限会社サイバーワークスはアダルトゲーム制作会社。ブランドに「TinkerBell」・「WendyBell」などがある。本社は大阪府大阪市淀川区西中島4-11-27 花原第2ビル501号。

## 作品一覧
現在活動しているのは、「TinkerBell」および「Wendybell」。

### TinkerBell
サイバーワークスのメインブランド。
- 1999年9月24日 - ENTRANCE
- 1999年12月23日 - VOICE 〜君の言葉に僕をのせて〜
- 2000年4月14日 - シンクロナイズドリーム 〜夢の中で会おうよ〜
- 2000年10月16日 - 封魔神社
- 2000年12月8日 - PURE・PARTNER
- 2001年4月6日 - 自慰倒錯
- 2001年8月3日 - 純潔狩人
- 2002年1月25日 - いけない関係
- 2002年5月24日 - 必殺!さとみアタック!
- 2002年7月19日 - 多淫症候群
- 2002年10月4日 - 幼馴染
- 2003年1月24日 - 掟ノ島
- 2003年2月14日 - sweetでびる 〜願いゴト、叶えますぅ〜
- 2003年4月18日 - あぶない関係
- 2003年7月18日 - 人妻♪かすみさん 〜母娘と共同性活〜
- 2003年10月17日 - 陽だまりの陰で
- 2003年11月14日 - 保母さんといっしょっ! 〜双子とできるもん〜
- 2004年2月13日 - 淑女の艶事 〜人妻・未亡人の濡れた唇、身体の疼き〜
- 2004年5月28日 - はなマルッ!
- 2004年7月16日 - 淫奉の聖女
- 2004年10月15日 - 人妻♪かすみさん2 〜奥様・未亡人オーナーと共同性活〜
- 2005年1月21日 - 蝶ノ夢 遊郭絵草紙
- 2005年4月15日 - 特捜天使シェルセイバー
- 2005年7月15日 - 義母の吐息 〜背徳心に漂う母の色香〜
- 2005年10月14日 - 淫妖蟲〜凌触学園退魔録〜
- 2006年1月20日 - いじケア 〜ノエルくんのご奉仕日記〜
- 2006年4月14日 - ドキドキ母娘レッスン 〜教えて♪Hなお勉強〜
- 2006年8月25日 - 淫妖蟲 蝕〜凌触島退魔録〜
- 2006年9月15日 - 快楽依存症
- 2007年4月20日 - 兄嫁はいじっぱり
- 2007年7月27日 - 蠱惑の刻
- 2007年11月22日 - 孕女 〜俺はこの学園で復讐を成し遂げる〜
- 2008年2月22日 - イカレタ教室 〜こんなのが当り前の授業風景!?〜
- 2008年7月25日 - はなマルッ!2
- 2008年10月10日 - 夢恋転生
- 2008年12月19日 - 恋妻びより 〜由希乃さんは人妻管理人〜
- 2009年3月19日 - 学校のヤラシイ怪談 〜こんな恥ずかしい除霊させないで!〜
- 2009年4月24日 - 蝶ノ夢〜二人の蝶〜
- 2009年7月24日 - なつドキ!ハーレム 〜親せき宅での悩める受験勉強〜
- 2009年11月27日 - 淫妖蟲 悦〜怪楽変化退魔録〜
- 2010年2月12日 - 孕ノ胤
- 2010年4月23日 - あねぼく〜お姉ちゃんは美人3姉妹〜
- 2010年7月23日 - サマヨイ淫夢校舎 〜こんなHな授業、ありえないっ!〜
- 2010年11月26日 - 魍魎の贄
- 2011年2月18日 - 懲罰指導 〜学園令嬢更性計画〜
- 2011年7月22日 - ぬっぷぬぷ母娘♥みっくす! 〜ダブル母娘とラブラブペンション性活〜
- 2011年10月21日 - 凌成敗! 〜学園美少女制裁秘録〜
- 2012年1月20日 - 喰ヒ人
- 2012年7月20日 - ぜったい!マジイキ!?イチャずらはぷにんぐ! 〜変形!、変態?手に入れた能力でエロメロパワーを収集せよ〜
- 2013年1月18日 - 籠女の繭
- 2013年4月26日 - あおじる5本パック（「淫妖蟲～凌蝕学園退魔録～」「淫妖蟲 蝕～凌蝕島退魔録～」「淫妖蟲 悦～怪楽変化退魔録～」「蠱惑の刻」「蝶ノ夢～二人の蝶～」セット版）
- 2013年6月28日 - 人妻園 ～俺が人妻好きになった5本～（「人妻♪かすみさん～母娘と共同性活～」「人妻♪かすみさん2～奥様・未亡人オーナーと共同生活～」「ドキドキ母娘レッスン～教えて♪Ｈなお勉強～」「兄嫁はいじっぱり」「恋妻びより～由希乃さんは人妻 管理人～」セット版）
- 2013年7月26日 - ぜったいマジラブ!あまイチャはぷにんぐ! 〜姉妹×姉妹でドキエロ性活!きゅんメロパワーを収集せよ!〜
- 2014年1月31日 - 腐果の濡獄〜蠢く妄執の連鎖……終わりのない饗宴〜
- 2014年5月16日 - 淫妖蟲 外伝〜深琴と武編 兆しの章〜
- 2014年5月23日 - 淑母の疼き〜人妻、未亡人の熟れた身体と甘い吐息〜
- 2014年5月30日 - 淫妖蟲 外伝〜水依編 囚われの章〜
- 2014年6月13日 - 淫妖蟲 外伝〜月白姉妹編 始まりの章〜
- 2014年7月25日 - あおじる5本パック2（「はなマルッ！」「はなマルッ！2」「魍魎の贄」「喰ヒ人」「籠女の繭」セット版）
- 2014年9月26日 - 淫妖蟲 凶〜凌触病棟退魔録〜
- 2014年12月19日 - 逢魔ノ喰〜聖に仕えし闇の偶像〜
- 2015年1月30日 - 淫妖蟲 凶 久遠の姫巫女
- 2015年5月29日 - 攫ノ雌
- 2015年9月18日 - 淑母の疼き2〜熟れた人妻から漂う“女”の色香〜
- 2016年1月8日 - 淫妖蟲 零〜凌触城退魔絵巻〜 深雪編
- 2016年1月22日 - 淫妖蟲 零〜凌触城退魔絵巻〜 結衣編
- 2016年4月28日 - 淫妖蟲 獄〜凌触地獄退魔録〜
- 2016年4月28日 - 淫妖蟲 獄 フルパック版 ～凌触地獄退魔録～（「淫妖蟲 獄 ～凌触地獄退魔録～」「淫妖蟲 零 ～凌触城退魔絵巻～ 深雪編」「淫妖蟲 零 ～凌触城退魔絵巻～ 結衣編」セット版）
- 2016年7月29日 - 影人葬
- 2017年5月26日 - 新訳 淫妖蟲
- 2017年9月29日 - 義母の滴 ～湿った肌から香り立つ甘い色香～
- 2018年2月23日 - グランギニョルの夜
- 2018年12月21日 - 母娘×シャッフル! ～夏休み、W母娘のいちゃいちゃ包囲網～
- 2019年2月22日 - 夢幻のさくら ～緋艶姫淫辱孕蝕譚～
- 2019年3月29日 - グランギニョルの夜 ディレクターズカットエディション
- 2019年8月30日 - グ夢幻のさくら ～緋艶姫懐古譚～（抱き枕カバーに付属）
- 2020年4月24日 - 淫妖蟲 醜 ～凌蝕楽園退魔録～
- 2020年4月24日 - 義母の吐息リマスター版&義母の滴
- 2020年4月24日 - 年増女の性 ～美沙希玉江の場合～
- 2021年2月26日 - 淫妖蟲 穢 ～凌蝕桃源退魔録～
- 2021年12月17日 - 妻蜜ねぶり ～蒸れた柔肌に恋して…～
- 2022年7月29日 - 夢幻のさくら2
- 2023年2月24日 - ノロワレ教室 ～校内いつでもどこでも姦らなくちゃ?!～
- 2023年7月28日 - せをはやみ。
- 2024年3月29日 - ムジナ
- 2024年7月26日 - 夢幻のさくら ～艶姫淫孕奏蝕譚～
- 2024年9月27日 - 三毒繚乱
- 2025年3月28日 - 蠢牝 ～仄ちやう滴り～
- 2025年4月25日 - 蝶ノ夢～二人の蝶～リマスター
- 2025年9月26日 - 一根不浄

### WendyBell
低価格ゲームのブランド。
- 2006年12月22日 - 女教師・鈴音 〜イトコとの秘密な関係〜
- 2007年2月23日 - ご奉仕★プリンセス
- 2007年7月13日 - 痴漢願望
- 2007年9月14日 - 痴漢衝動
- 2007年11月9日 - 続・快楽依存症 〜その後の涼子さん〜
- 2010年9月24日 - 匣の中の情事
- 2011年5月18日 - 匣の中の痴情
- 2012年9月28日 - 変身願望
- 2013年5月31日 - エッチから恋を引いても、友達にさえなれない。
- 2013年8月30日 - 快楽の胤
- 2013年11月29日 - ひと肌脱ぎますっ! 新米編集まりかの受難
- 2014年5月30日 - こすぷれえっち ～レイヤー香奈の憂欝～
- 2014年9月26日 - 何故か彼女がボクにエッチを迫ってくる件
- 2015年6月26日 - 続・悦楽の胤
- 2015年10月30日 - ごっくん♪バンパイア☆プリンセス
- 2016年6月24日 - 俺魔王! ～砕け散った魂(俺)の欠片を収集せよ!～
- 2016年11月25日 - キミの身体は嘘をツク。
- 2017年3月24日 - フィットしちゃお! ～年上女性と汗だくレッスン初体験～
- 2017年6月30日 - 俺嫁!?
- 2018年2月16日 - カテキョしちゃお! ～ひとつ屋根の下、むひょひょ合宿物語～
- 2018年6月29日 - なつこい!
- 2019年1月25日 - 憑依彼女 ～ツキカノ
- 2019年9月27日 - 保育しちゃお！～エッチな年上保母さんとイチャイチャお遊戯～
- 2019年10月25日 - 妖花の園
- 2020年7月31日 - 妖花の園いっぱいしちゃお！ ～3本のしちゃお！と梢のアナザーストーリー～
- 2020年11月27日 - 妖花の園II[2]
- 2021年5月28日 - マニアックサークル白書 ～変態淑女たちの物語～
- 2022年3月25日 - ガチャ神様の言うとおり！
- 2022年11月25日 - 悪魔と夜と異世界と
- 2023年12月22日 - モラトリアム ～ブルーアワー幸せの時間～
- 2024年5月31日 - Pure Cafe ～癒やしのカフェに通い詰める、僕の地方転勤生活～

### どっ恋ソフト
パートナーブランド。
- 2012年8月31日 - にくキュン♥おんがえし 〜助けた2匹が女の子になってやってきた〜
- 2012年11月30日 - ハレ♥カノ 〜2人の幼なじみとハーレムな関係〜
- 2013年10月25日 - バレーコーチんぐ! 〜崖っぷちな俺と、バレー部員達とのエッチでドキドキ合宿猛特訓!〜

### 駒屋
制作スタッフは独立してTOUCHABLEを設立。原画は全てスミスミが担当。
- 2000年1月28日 - トワイライトシアター
- 2000年6月30日 - マテリアルガール
- 2003年9月19日 - トワイライト・シアターR＋（前2作を音声やシナリオを追加して収録）

### BlueBell
- 1997年7月25日 - 麻雀教育的指導
- 1997年12月5日 - 雪降る季節へ 〜想い、あなたに〜
- 1998年4月10日 - 桜色の手紙
- 1998年7月10日 - 星降る海に 〜恋の三重奏〜
- 1998年9月11日 - おねがい!蓮宝
- 1998年12月10日 - 銀色の樹 〜粉雪のフォトグラフ〜
- 1999年7月9日 - ソーサレス・エンパイア 〜帝立魔法院〜

### TYPES
- 1998年10月9日 - いちょうの舞う頃
- 1999年4月16日 - SEVEN

## 主なスタッフ

### 原画
- あおじる
- 深泥正

### シナリオ
- フレーム
- 秋華
- 小峰久生
- ZEQU

### 音楽
- NSN（旧名：西野尚利）
- simmy